# AT-RT
Az All Terrian Recon Transport (AT-RT, sz.sz. „Felderítő célú terepjáró szállítójármű”) a Csillagok háborúja c. film egyik „lépegetője”. Egyszemélyes jármű, melynek feladata az ellenség felderítése és megsemmisítése. A gépet a Galaktikus Köztársaság, később a Galaktikus Birodalom használta, de sokat használt a Lázadók Szövetsége is. Elődjének tekinthető a hasonló kategóriába tartozó, de más megjelenéssel és paraméterekkel rendelkező AT-PT, amelyet hamar leváltott.

## Jellemzők
Magasság: 3,2 m
Helyzet: kétlábú
Ár: 40 000 credit (új), 24 000 credit (használt)
Fegyverzet: 1 db közepes lézerágyú, 1 db protonaknavető
Legénység: 1 pilóta
Az AT-RT egyszemélyes jármű, amely és 3,2 méteres magassággal rendelkezik. A pilóta (eredetileg páncélos klónkatonák számára tervezték) úgy ül az ülésben, mintha egy állatot lovagolna meg, sem fülke, sem szélfogó nem védi.
A lépegető el volt látva egy közepes lézerágyúval és egy protonaknavetővel. Az AT-RT-t ellátták még mozgás- és hőérzékelővel, hogy a felderítések során észleljen minden egyes veszélyes részt. A lézerágyúk mellé felszereltek egy reflektort is az éjszakai küldetések egyszerűbbé tevése érdekében, bár ez könnyen észrevehetővé és így sebezhetővé tette az AT-RT-t és pilótáját.

## Történelem
AT-RT-et használtak a Kashyyykon is, és később ezekkel keresték Yoda Mestert a 66-os parancs kiadása után, de részt vettek az Utapaui és a Mygeetoi csatában is. Az AT-RT-k szintén részt vettek a Jedi Templom ostromában. A Galaktikus Polgárháború alatt módosított AT-RT-eket használtak a Lázadók, illetve egyéb félkatonai szervezetek. Ezeket gyakran terepszínűre festették, hogy egybeolvadjon a környezetével.

## Megjelenése a filmekben
Csak a Sithek bosszúja c. filmben jelenik meg.
Pár pillanatra tűnnek fel a Kashyyykon, amint éppen néhány halott jedit találnak meg, s az egyik pilóta ezt mondja: „Ezek mind meghaltak. Tovább keletnek!”
Megjelenik a Klónok háborúja c. animációs sorozat Ryloth-epizódtrilógiájában is, sőt a sorozat e lépegető nem mindennapi harci képességeiből is ízelítőt ad, amikor pár lövéssel megsemmisítik a Konföderáció páncélozott AAT-tankjait.